# Van Tran Flat Bridge
El Van Tran Flat Bridge (también conocido como Motts Flats Bridge, Livingston Manor Covered Bridge o Van Tran Bridge) es un puente cubierto de madera de un solo tramo que cruza Willowemoc Creek en la ciudad de Rockland, en el condado de Sullivan (Nueva York). El puente fue construido en 1860 por John Davidson y cuenta con una estructura de celosía urbana y un sistema de arco laminado. Esto hace que el Van Tran Flat Bridge sea el puente cubierto más antiguo que aún se conserva en el condado de Sullivan. El puente fue cerrado y abandonado en 1972, pero la restauración comenzó en 1984 y se reabrió al año siguiente. El Van Tran Flat Bridge tiene una longitud en disputa de 117 pies (35,7 m) y conduce al Livingston Manor Covered Bridge County Park.

## Descripción
El Van Tran Flat Bridge es un puente cubierto de madera de un solo tramo ubicado 1 milla (1,6 km) en las afueras de Livingston Manor, Nueva York. Su número de puente cubierto asignado es NY-53-05. El puente fue construido con madera y siguió un diseño similar al de otros puentes en la región de las montañas de Catskill. Este puente cuenta con una estructura de celosía urbana y un sistema de arco laminado. La capacidad de peso total es de 10 000 libras (4536 kg), el ancho libre es 11 pies (3,4 m), el ancho de extremo a extremo (también conocido como ancho total) es 16,5 pies (5 m) y la distancia libre vertical es 7,6 pies (2,3 m). Los lados son de madera, tienen una abertura bajo sus aleros, y en cada extremo del puente hay 4 contrafuerte s que abarcan toda la altura del puente.
Las dos aberturas del puente son uniformes entre sí y las piedras del frontón tienen un diseño plano y chaflanado. El techo está hecho de metal. El estribo orientado al norte está hecho de piedra y hormigón, mientras que el estribo orientado al sur está hecho de hormigón. Las dimensiones exactas del puente son objeto de controversia entre las fuentes. Dos relatos de 1952 y 1974 afirman que el puente tiene 98 pies (29,9 m) de largo y 43 pies (13,1 m) de ancho. La Sociedad de Puentes Cubiertos del Estado de Nueva York afirma que el puente tiene 117 pies de longitud, la longitud informada originalmente cuando se construyó. El condado de Sullivan afirma que el puente tiene 103 pies (31,4 m) de longitud.

### Ubicaciones asociadas
El Van Tran Flat Bridge conduce al parque del puente cubierto de Livingston Manor y está ubicado junto a la casa original del premio Nobel Dr. John Mott.

## Historia
El puente Van Tran Flat (originalmente llamado puente Motts Flats, más tarde conocido como puente cubierto Livingston Manor o puente Van Tran) fue construido por primera vez en 1860 por John Davidson para cruzar Willowemoc Creek. Esta era una extensión de Covered Bridge Road en la ciudad de Rockland, en el condado de Sullivan (Nueva York). El Van Tran Flat Bridge se construyó cinco años antes del Beaverkill Bridge, también construido por John Davidson. Esto hace que el Van Tran Flat Bridge sea el más antiguo de los cuatro puentes cubiertos del condado de Sullivan que aún se mantienen en pie.
Al describir la propuesta original para el puente, el periódico de Youngsville Local Record relató:
Que se imponga y evalúe la suma de doscientos cincuenta dólares en el condado de Sullivan, y se pague al Comisionado de Carreteras de la ciudad de Rockland para que se aplique a la construcción de un puente sobre el arroyo Willowemock, en el camino que conduce desde Liberty a West Field Flats, cerca de la casa de Erastus Sprague en dicha ciudad de Rockland.
 
En 1925, el puente sufrió daños menores durante una inundación. Durante este tiempo, el puente fue desviado por la Ruta Estatal de Nueva York 17. El 26 de agosto de 1940, la plataforma del Van Tran Flat Bridge resultó dañada por un camión cargado cuando se desvió del puente hacia el arroyo Willowemoc. La reparación del puente implicó una inversión de materiales por un valor de $437,75 y mano de obra de $174,80, siendo 8 trabajadores los responsables de las reparaciones. Algún tiempo después de 1958, los estribos de piedra seca del puente fueron revestidos con hormigón.
En 1972, el puente fue cerrado y abandonado. En 1984, el Departamento de Obras Públicas del Condado de Sullivan, junto con Milton S. Graton, comenzó a restaurar el puente utilizando técnicas de construcción originales. El trabajo incluyó el reemplazo de la armadura, los cordones, el piso, el techo y los clavos de los árboles, junto con la eliminación de la armadura original del poste de reina. También se decidió aumentar la capacidad de carga del puente, lo que se logró añadiendo arcos laminados. El puente fue reabierto en noviembre de 1985.
En la actualidad, el puente es propiedad del condado de Sullivan (Nueva York), y se encuentra mantenido por éste, y está abierto a los automóviles. La Sociedad de Puentes Cubiertos del Estado de Nueva York ha clasificado al Van Tran Flat Bridge como uno de los 24 puentes cubiertos históricos «auténticos» en el estado de Nueva York.

## Galería

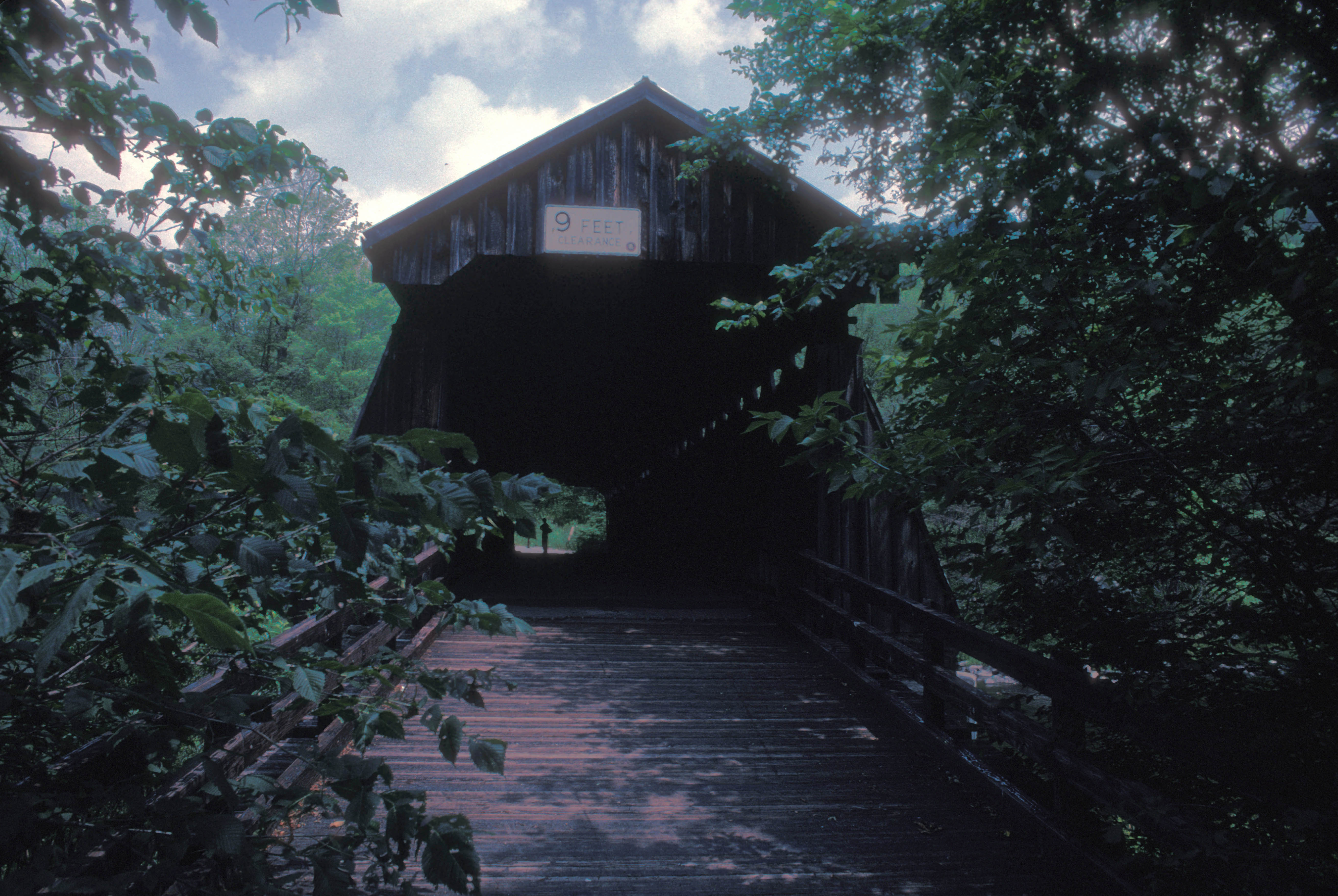
Vista frontal del Van Tran Flat Bridge.
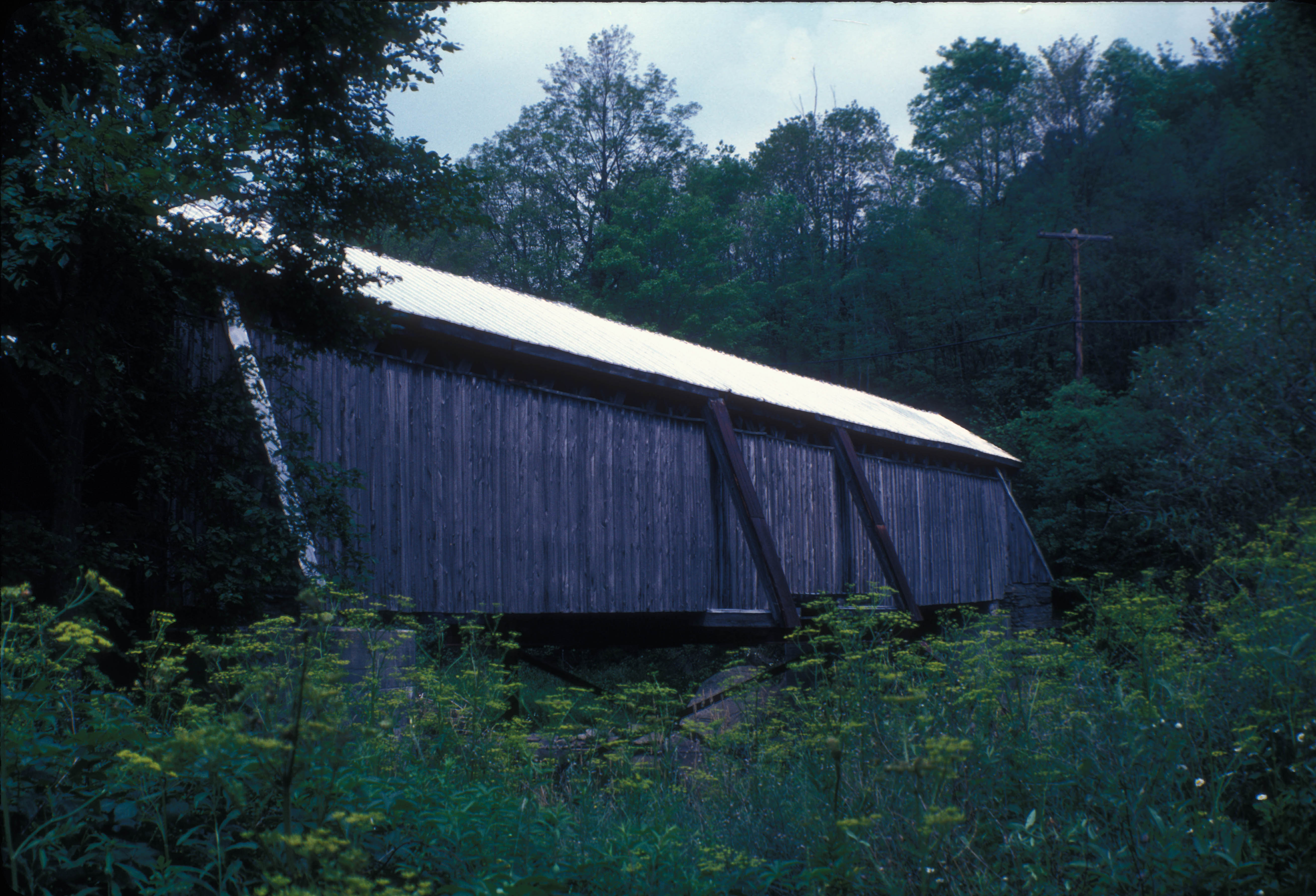
Vista lateral del Van Tran Flat Bridge, tomada desde la orilla del Willowemoc Creek.